# أسماك باندر
أسماك باندر (الاسم العلمي:†Panderichthyidae) هي فصيلة منقرضة من المسقفيات المأمولة (فقاريات شبيهة برباعيات الأطراف) والتي عاشت خلال العصر الديفوني المتأخر.